# Kaya Adamou
Kaya Adamou (auch: Kaya, Kayo) ist ein Dorf in der Landgemeinde Adjékoria in Niger.

## Geographie
Das von einem traditionellen Ortsvorsteher (chef traditionnel) geleitete Dorf befindet sich rund 28 Kilometer nordwestlich des Hauptorts Adjékoria der gleichnamigen Landgemeinde, die zum Departement Dakoro in der Region Maradi gehört. Zu den Siedlungen in der näheren Umgebung von Kaya Adamou zählen Dikitane im Nordwesten und Farin Baki im Nordosten.
Es herrscht das Klima der Sahelzone vor, mit einer durchschnittlichen jährlichen Niederschlagsmenge zwischen 300 und 400 mm. In Kaya Adamou wurde die Vogelart Steppenweihe (Circus macrourus) beobachtet.

## Bevölkerung
Bei der Volkszählung 2012 hatte Kaya Adamou 1303 Einwohner, die in 164 Haushalten lebten. Bei der Volkszählung 2001 betrug die Einwohnerzahl 964 in 129 Haushalten und bei der Volkszählung 1988 belief sich die Einwohnerzahl auf 626 in 72 Haushalten.
Die Bevölkerungsdichte in diesem Gebiet ist für nigrische Verhältnisse hoch.

## Wirtschaft und Infrastruktur
Im Dorf wird ein Wochenmarkt abgehalten. Der Markttag ist Donnerstag. Der Markt wurde nach 1960, dem Jahr der staatlichen Unabhängigkeit Nigers, etabliert. Kaya Adamou ist von einem weitläufigen Weideland umgeben, das traditionellerweise in der Trockenzeit von nomadischen Fulbe- und Wodaabe-Viehzüchtern aufgesucht wird. Es gibt eine Schule im Ort.